# Catunaregam swynnertonii
Catunaregam swynnertonii là một loài thực vật có hoa trong họ Thiến thảo. Loài này được (S.Moore) Bridson mô tả khoa học đầu tiên năm 2003.